# Школа № 27 (Мурманск)
Школа № 27 (МБОУ г. Мурманска СОШ № 27, полное название — Муниципальное бюджетное общеобразовательное учреждение г. Мурманска «Средняя общеобразовательная школа № 27») — общеобразовательное учреждение в Первомайском округе города Мурманска.

## История
В 1955 году в Мурманске на улице Буркова открылась восьмилетняя школа № 27.
В 1976 году школа переехала в новое здание в построенном Первомайском микрорайоне. Школа принята в эксплуатацию решением исполнительного комитета Мурманского городского совета депутатов трудящихся от 04.09.1976 № 555-21 «О вводе в эксплуатацию школы».
В 1976—1977 учебном году в школе обучалось 1336 учеников, было открыто 35 классов. Школе было присвоено звание дважды Героя Советского Союза Бориса Феоктистовича Сафонова.
В 1978 году обучалось 1951 человек в 51 классе.
В 1981 году школе было присвоено звание «Школа образцового порядка».
В 1986 году началось профильное обучение в школе.
С сентября 1991 года открыты первые медицинские классы.
Муниципальное общеобразовательное учреждение зарегистрировано Постановлением администрации города-героя Мурманска от 22.10.2001 № 2428 «О регистрации муниципального общеобразовательного учреждения города Мурманска средней общеобразовательной школы № 27».
Приказом комитета по образованию администрации города Мурманска от 28.11.2011 № 1228 муниципальное общеобразовательное учреждение г. Мурманска средняя общеобразовательная школа № 27 переименовано в муниципальное бюджетное общеобразовательное учреждение г. Мурманска средняя общеобразовательная школа № 27.
Постановлением администрации города Мурманска от 14.06.2013 № 1481 муниципальное бюджетное общеобразовательное учреждение г. Мурманска средняя общеобразовательная школа № 27 реорганизовано в форме присоединения к нему муниципального бюджетного специального (коррекционного) образовательного учреждения для обучающихся, воспитанников с ограниченными возможностями здоровья г. Мурманска специальной (коррекционной) общеобразовательной школы № 8.

## Сотрудники

### директора
- 1955—1962 — Чекушкин Василий Федорович.
- 1962—1974 — Забелло Лидия Тимофеевна.
- 1974—1986 — Шебалкина Милинтина Николаевна.
- С сентября 1986 — Прямикова Тамара Ивановна.
- С 2007 года — Троянова Галина Анатольевна.

## Инфраструктура
С первых дней работы школы был открыт музей Боевой Славы.